# 制限戦争
『制限戦争』 (Limited War: The Challenge to American Strategy) とは1957年に発表されたアメリカの戦略研究家ロバート・オスグッドによる軍事学の研究である。

## 概要
オスグッドはジョンズ・ホプキンス大学高等国際問題研究大学院の学長も経験した教授であり、ニクソン大統領の政権で国家安全保障会議に参加しているために安全保障政策の実務も経験した戦略の研究者である。オスグッドが本書を執筆した時期は核兵器が国際政治の舞台に登場してアメリカの安全保障政策の中で核戦略を位置づけた時期である。オスグッドの問題関心とは政治目的を達成するための手段としての戦争において核兵器を含む軍事力の使用の方法であった。
オスグッドは総力戦のような戦略の概念を核兵器が登場した現代の世界の戦争に適応することに否定的であった。ソビエト連邦は軍事力を中心とした安全保障政策を展開して共産主義陣営を拡大し、それは1950年に朝鮮戦争でアメリカの自由主義陣営と対決することとなった。この戦争ではアメリカは第二次世界大戦とは異なり無条件降伏を強制するような全面戦争ではなく、アメリカ、北朝鮮と韓国、そして中国やソビエトを巻き込んだ制限戦争であった。オスグッドはこのような制限戦争の形態が冷戦期に直面するアメリカの戦争であると考え、制限戦争に適応した組成の軍事力を造成し、制限戦争に勝利するための軍事ドクトリンを構築する必要があると主張する。
この研究は冷戦期アメリカの戦略学の研究で制限戦争について論じた初期の研究と位置づけられるものである。またオスグッドが指摘したように朝鮮戦争のような制限戦争が冷戦期における戦争の主たる形態となり、アメリカはベトナム戦争で朝鮮戦争と同様の戦略問題に直面することとなった。

## 文献
- Robert Endicott Osgood, Limited War: The Challenge to American Strategy, Chicago: Cambridge University Press, 1957.